# Asparuh Nikodimov
Asparuh "Paro" Donev Nikodimov (Sófia, 21 de agosto de 1945) é um ex-futebolista búlgaro, ele atuava como meia.

## Carreira
Asparuh Nikodimov fez parte do elenco da Seleção Búlgara de Futebol da Copa do Mundo de 1970 e 1974. 